# Scum
Scum je třetí studiové album anglické punk rockové kapely Anti-Nowhere League. Na albu, které se vrací ke "klasickému" punk-metalovému zvuku, se podílí nové složení kapely.

## Seznam skladeb
1. "Fucked Up and Wasted"
2. "Chocolate Soldiers"
3. "Get Ready"
4. "Suicide...Have You Tried?"
5. "Pig Iron"
6. "Scum"
7. "Burn 'Em All"
8. "Gypsies, Tramps and Thieves"
9. "How Does It Feel?"
10. "The Great Unwashed"
11. "...Long Live Punk..."

## Sestava
- Animal – zpěv
- Magoo – rytmická kytara
- Beef – sólová kytara
- JJ Kaos – baskytara
- Revvin Taylor – bicí